# MYD88
MYD88 (англ. Myeloid differentiation primary response 88) – білок, який кодується однойменним геном, розташованим у людей на короткому плечі 3-ї хромосоми.  Довжина поліпептидного ланцюга білка становить 296 амінокислот, а молекулярна маса — 33 233.
| 10         |  | 20         |  | 30         |  | 40         |  | 50         |
| ---------- |  | ---------- |  | ---------- |  | ---------- |  | ---------- |
| MAAGGPGAGS |  | AAPVSSTSSL |  | PLAALNMRVR |  | RRLSLFLNVR |  | TQVAADWTAL |
| AEEMDFEYLE |  | IRQLETQADP |  | TGRLLDAWQG |  | RPGASVGRLL |  | ELLTKLGRDD |
| VLLELGPSIE |  | EDCQKYILKQ |  | QQEEAEKPLQ |  | VAAVDSSVPR |  | TAELAGITTL |
| DDPLGHMPER |  | FDAFICYCPS |  | DIQFVQEMIR |  | QLEQTNYRLK |  | LCVSDRDVLP |
| GTCVWSIASE |  | LIEKRCRRMV |  | VVVSDDYLQS |  | KECDFQTKFA |  | LSLSPGAHQK |
| RLIPIKYKAM |  | KKEFPSILRF |  | ITVCDYTNPC |  | TKSWFWTRLA |  | KALSLP     |

A: Аланін

C: Цистеїн

D: Аспарагінова кислота

E: Глутамінова кислота

F: Фенілаланін

G: Гліцин

H: Гістидин

I: Ізолейцин

K: Лізин

L: Лейцин

M: Метіонін

N: Аспарагін

P: Пролін

Q: Глутамін

R: Аргінін

S: Серин

T: Треонін

V: Валін

W: Триптофан

Кодований геном білок за функцією належить до фосфопротеїнів. 
Задіяний у таких біологічних процесах як імунітет, вроджений імунітет, запальна відповідь, альтернативний сплайсинг. 
Локалізований у цитоплазмі.